# Zvíkov
Zvíkov är en ort i Tjeckien.   Den ligger i regionen Södra Böhmen, i den centrala delen av landet, 120 km söder om huvudstaden Prag. Zvíkov ligger 481 meter över havet och antalet invånare är 271.
Terrängen runt Zvíkov är huvudsakligen platt, men västerut är den kuperad. Runt Zvíkov är det ganska tätbefolkat, med 52 invånare per kvadratkilometer. Närmaste större samhälle är České Budějovice, 10,4 km väster om Zvíkov. Omgivningarna runt Zvíkov är en mosaik av jordbruksmark och naturlig växtlighet.